# Ян Задак
Ян Задак (чеськ. Jan Zadák, 25 грудня 1887 — 16 вересня 1954, Чехословаччина) — чеський футболіст, що грав на позиції воротаря. Виступав у складі клубів «Колін» і «Спарта» (Прага). Футбольний арбітр.

## Футбольна кар'єра
До 1911 року грав за команду «Колін», у складі якої був фіналістом кубка милосердя у 1911 році.
В 1912 році перейшов у «Спарту». З тому ж році став з командою переможцем першого розіграшу чемпіонату Богемії. Також ставав з командою володарем кубка милосердя 1915 року.
По завершенні кар'єри гравця був успішним футбольним арбітром. Судив фінальний матч Середньочеського кубка 1923 між «Спартою» і «Славією» (3:1).